# Cowarts
Cowarts es un pueblo ubicado en el condado de Houston en el estado estadounidense de Alabama. En el censo de 2000, su población era de 1546. 

## Demografía
En el 2000 la renta per cápita promedia del hogar era de $ 36 688$ , y el ingreso promedio para una familia era de 41 198$. El ingreso per cápita para la localidad era de 17 793$. Los hombres tenían un ingreso per cápita de 28 281$ contra 19 464$ para las mujeres.

## Geografía
Cowarts está situado en 31°11′58″N 85°18′23″O / 31.19944, -85.30639 (31.199575, -85.306272).
Según la Oficina del Censo de los EE. UU., la ciudad tiene un área total de 18,78 km².